# Конотопский округ
Конотопский округ (укр. Конотопська округа) — единица административного деления Украинской ССР, существовавшая с апреля 1923 по июль 1930 года. Административный центр — город Конотоп.
Образован в 1923 году в составе Черниговской губернии.
В июне 1925 года губернии в УССР были упразднены и округ перешёл в прямое подчинение Украинской ССР.
Округ упразднён в июле 1930, как и большинство округов СССР. Районы переданы в прямое подчинение Украинской ССР.
По данным переписи 1926 года численность населения составляла 660,1 тыс. чел. В том числе украинцы — 94,5 %; евреи — 2,1 %; русские — 2,1 %.